# Watch!
Watch! – albańsko–włoski film fabularny z roku 2008 w reżyserii Mimmo Mongelliego.

## Opis fabuły
W czerwcu 2007 prezydent USA George W. Bush odwiedził Albanię. W tym samym dniu jeden z Albańczyków Andrea musi znaleźć sposób jak przewieźć do Włoch ciężko chorą córkę. Lekarze w Albanii nie są w stanie jej pomóc, a on sam jest zbyt biedny, by sfinansować koszty wyjazdu i operacji. Przyjazd Busha sprawia, że pojawia się wyjątkowa możliwość rozwiązania jego problemów. Pozostawiony przez włoskiego biznesmena (w tej roli sam reżyser) w łazience zegarek jest łudząco podobny do tego, który miał stracić Bush w czasie swojej wizyty w Albanii.

## Obsada
- Timo Flloko jako Andrea
- Besmir Haliti jako szef gangu
- Vilma Hodo jako Dorarta
- Klodian Hoxha jako Saimir
- Mimmo Mongelli jako włoski biznesmen
- Rozina Prendi jako lekarka
- Violeta Trebicka jako Flora
- Doruntina Visha jako Albana
- Petraq Xhillari jako ojciec
- Dritan Allmetaj jako barman